# Янсон, Кирилл Иванович
Кирилл Иванович Янсон (латыш. Karlis Jansons, 1894, 	хутор Уннтес (Упитес, Флитес), Рижский уезд, Лифляндская губерния, Российская империя — 1938) — советский военный деятель, сотрудник военной разведки, комбриг (1936). Оперативные псевдонимы — Орсини, Йонсон. Владел польским языком.

## Биография
Родился в латышской семье крестьян. Окончил Рижское реальное училище и землемерные курсы. Служил в царской армии с 1915 и участвовал в Первой мировой войне, до 1917 воевал на Северном фронте. В 1916 там же окончил фронтовую школу прапорщиков. После Февральской революции становился членом солдатского комитета 1-й армии, военно-революционного совета 12-й армии, пропагандистом, с марта по октябрь 1917 состоял секретарём Исколастрела. Затем служил в роте охраны Смольного, был председателем совета Главного управления по довольствию войск НКВМ с октября 1917 по декабрь 1918. С марта 1917 являлся членом РСДРП, участвовал в Октябрьской революции, в Красной армии с 1918. С 1918 до 1921 с перерывами учился в Академии генерального штаба РККА, которую окончил. Перерывы в обучении были вызваны участием в Гражданской войне с 1918 до 1920 на Западном фронте в качестве начальника связи 1-й армии, штаба Дриссанской группы войск, оперативного отдела штаба фронта. По некоторым данным в 1921 кратковременно находился на должности командира корпуса. С 1921 до 1923 служил начальником штаба Минского укрепрайона. С 1923 до 1924 оканчивал осведомительные курсы при Высшей школе лётчиков-наблюдателей.С мая 1924 до июля 1925 служил помощником начальника штаба управления ВВС РККА. С августа 1925 до апреля 1928 состоял военным атташе полномочного представительства (посольства) СССР в Италии. С апреля по декабрь 1928 находился в распоряжении Главного управления РККА, наркомвоенмора и председателя РВС СССР. С декабря 1928 по декабрь 1932 служил начальником технического штаба, помощником начальника вооружений РККА. С декабря 1932 до февраля 1933 занимал пост начальника 4-го управления ВВС РККА. С февраля 1933 по январь 1934 начальник 1-го отдела Управления материально-технического снабжения и вооружений ВВС РККА. Несколько раз выезжал в Италию в составе различных военных делегаций. С января 1934 по ноябрь 1935 оканчивал особый факультет Военной академии РККА имени М. В. Фрунзе. В январе 1936 становится командиром и военкомом 64-й стрелковой дивизии в Белорусском военном округе, которой командует с перерывами вплоть до ареста. С октября 1936 до мая 1937 участвовал («находился в правительственной командировке в Испании») в Гражданской войне в Испании в качестве военного советника командующего войсками Северного фронта республиканцев генерала Франсиско Льяно Энкомиенда, занимался военно-диверсионной деятельностью. По возвращении в СССР находился в распоряжении РУ РККА, формально оставаясь командиром дивизии. Проживал в Москве по адресу: Потаповский переулок, дом 9, квартира 83. Арестован НКВД 2 декабря 1937, обвинялся в участии в военно-фашистском заговоре. 22 августа 1938 ВКВС СССР приговорён к ВМН и в тот же день расстрелян. Похоронен на полигоне Бутово-Коммунарка. Посмертно реабилитирован 12 мая 1956 определением Военной коллегии Верховного суда СССР.

### Звания
- прапорщик (1916);
- подпоручик (1917);
- комбриг, 24 января 1936.

### Награды
- орден Ленина (3 января 1937);
- именное оружие.